# Piraci z Karaibów: Na nieznanych wodach (ścieżka dźwiękowa)
Pirates of the Caribbean: On Stranger Tides – album zawierający ścieżkę dźwiękową do filmu Piraci z Karaibów: Na nieznanych wodach. Muzykę skomponował Hans Zimmer wspólnie z duetem Rodrigo y Gabriela.
Premiera albumu odbyła się 17 maja 2011 roku.

## Lista utworów
| #  | Tytuł                                                                  | Artysta            | Czas |
| -- | ---------------------------------------------------------------------- | ------------------ | ---- |
| 1  | „Guilty of Being Innocent of Being Jack Sparrow”                       | Hans Zimmer        | 1:42 |
| 2  | „Angelica” (feat. Rodrigo y Gabriela)                                  | Hans Zimmer        | 4:17 |
| 3  | „Mutiny”                                                               | Hans Zimmer        | 2:48 |
| 4  | „The Pirate That Should Not Be”                                        | Rodrigo y Gabriela | 3:55 |
| 5  | „Mermaids”                                                             | Hans Zimmer        | 8:05 |
| 6  | „South of Heaven's Chanting Mermaids”                                  | Rodrigo y Gabriela | 5:48 |
| 7  | „Palm Tree Escape” (feat. Rodrigo y Gabriela)                          | Hans Zimmer        | 3:06 |
| 8  | „Blackbeard”                                                           | Hans Zimmer        | 5:05 |
| 9  | „Angry and Dead Again”                                                 | Rodrigo y Gabriela | 5:33 |
| 10 | „On Stranger Tides”                                                    | Hans Zimmer        | 2:44 |
| 11 | „End Credits”                                                          | Hans Zimmer        | 1:59 |
| 12 | „Guilty of Being Innocent of Being Jack Sparrow" (remiks – DJ Earworm) | Hans Zimmer        | 2:45 |
| 13 | „Angelica (Grant Us Peace Remix)” (remiks - Ki: Theory)                | Rodrigo y Gabriela | 3:08 |
| 14 | „The Pirate That Should Not Be” (remiks - Photek)                      | Rodrigo y Gabriela | 6:26 |
| 15 | „Blackbeard” (remiks - Super Mash Bros i Thieves)                      | Hans Zimmer        | 5:26 |
| 16 | „South of Heaven's Chanting Mermaids” (remiks - Paper Diamond)         | Rodrigo y Gabriela | 3:32 |
| 17 | „Palm Tree Escape” (remiks - Adam Freeland)                            | Hans Zimmer        | 5:28 |
| 18 | „Angry and Dead Again” (remiks - Static Revenger)                      | Rodrigo y Gabriela | 5:49 |